# Eclipsa de Soare din 13 septembrie 2015

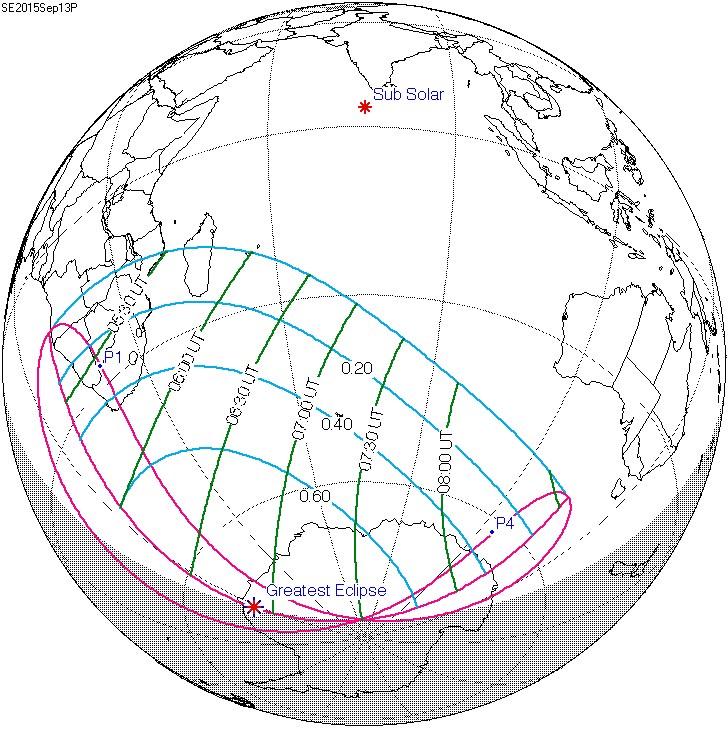
Harta eclipsei generale

O eclipsă de Soare parțială a avut loc la data de 13 septembrie 2015. A fost cea de a X-a eclipsă parțială din secolul al XXI-lea. Are numărul 54 din seria Saros 125, cu magnitudinea de 0,7875.
S-a produs acum 9 ani, 271 zile.

## Zonă de vizibilitate

Harta animată a eclipsei din 13 septembrie 2015.

Această eclipsă a fost vizibilă în sudul Africii, în sudul Madagascarului, apoi a atins Antarctica orientală.